# .ls
.ls és el domini de primer nivell territorial (ccTLD) de Lesotho

## Dominis de segon nivell
No es pot registrar un nou domini de segon nivell a .ls. Només s'accepten registres nous al tercer nivell, sota un dels dominis de segon nivell que ja existeixen. Els dominis de segon nivell que tenen registres actius es llisten a continuació.
| Domini         | Finalitat                               | Establert  | Registre                                         | Web                                          |
| -------------- | --------------------------------------- | ---------- | ------------------------------------------------ | -------------------------------------------- |
| .ac.ls         | Organitzacions acadèmiques o educatives | 11-11-2000 | National University of Lesotho                   | -                                            |
| .co.ls         | Entitats comercials, empreses           | 31-5-1999  | Leo (PTY) LTD                                    | co.ls Arxivat 2005-12-01 a Wayback Machine.  |
| .gov.ls        | Departaments del govern                 | 1-5-1999   | Ministeri de Comunicacions, Ciència i Tecnologia | -                                            |
| .net.ls        | Infraestructura de xarxa                | 11-11-2000 | National University of Lesotho                   | -                                            |
| .org.ls        | Entitats no comercials                  | 31-5-1999  | Leo (PTY) LTD                                    | org.ls Arxivat 2013-06-14 a Wayback Machine. |
| .parliament.ls | Parlament de Lesotho                    | 17-10-2005 | Ministeri de Comunicacions, Ciència i Tecnologia | -                                            |

Hi ha dos dominis privats de segon nivell que existeixen per motius històrics, .quadrant.ls i .nul.ls. El segon l'utilitza la National University of Lesotho. La zona per a infraestructura de xarxa .nul.ls encara no té cap web.

## Història
El domini .ls es va establir i delegar el 13 de gener de 1993, amb la Universitat Nacional de Lesotho com a autoritat patrocinadora. Al principi, la Rhodes University feia de registre i hostatjava el servidor de noms primari, situació que es va mantenir fins a setembre de 2012.
L'abril de 2012, l'autoritat patrocinadora va canviar de la Universitat Nacional de Lesotho a la Lesotho Communications Authority, el regulador de comunicacions estatal, en línia amb la nova Llei de Comunicacions que s'havia promulgat (No. 4 de 2012). En línia amb això, l'operador del registre canviarà de la Rhodes University cap al Lesotho IXP. El procés d'implementació d'aquest canvi està en curs.